# Paul Barth (judoka)
Paul Barth (Múnich, 20 de septiembre de 1945) es un deportista alemán que compitió para la RFA en judo.
Participó en los Juegos Olímpicos de Múnich 1972, obteniendo una medalla de bronce en la categoría de –93 kg. Ganó una medalla de bronce en el Campeonato Europeo de Judo de 1968.

## Palmarés internacional
| Juegos Olímpicos   | Juegos Olímpicos | Juegos Olímpicos  | Juegos Olímpicos |
| Año                | Lugar            | Medalla           | Categoría        |
| ------------------ | ---------------- | ----------------- | ---------------- |
| 1972               | Múnich (RFA)     | Medalla de bronce | –93 kg           |
| Campeonato Europeo |                  |                   |                  |
| Año                | Lugar            | Medalla           | Categoría        |
| 1968               | Lausana (Suiza)  | Medalla de bronce | –93 kg           |